# Slovenka
A Slovenka egy Szlovákiában megjelenő képes hetilap.

## Története
A Szlovák Nőszövetség lapjaként 1948. február 20-án alapították Pozsonyban. Képes hetilapként 1951-től jelenik meg. Példányszáma 1965-ben elérte a 200 000-et. 1966-tól színes nyomtatásban jelenik meg.